# Bad Griesbach im Rottal
Bad Griesbach im Rottal est une ville de Bavière en Allemagne.

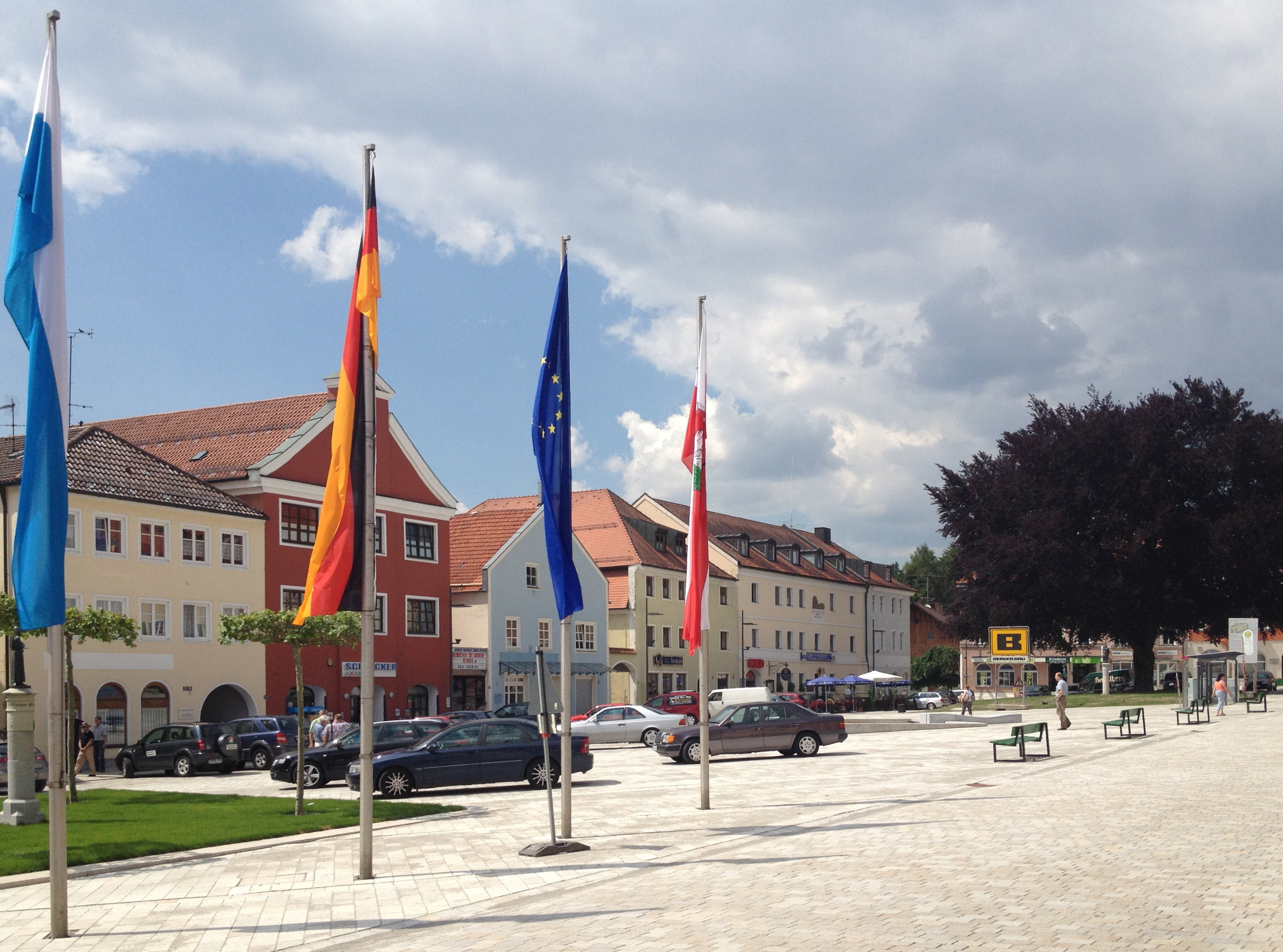